# Втрати серед цивільного населення під час операції «Союзна сила»
Під час операції «Союзна сила», крім втрат серед військових, були і втрати серед цивільного населення. Human Rights Watch зафіксувала 90 інцидентів, в яких внаслідок бомбардувань НАТО гинуло мирне населення — як серби, так і албанці. Загальна кількість загиблих від бомб за різними оцінками коливається від 489 до 528 мешканців Югославії.
З точки зору статистики, втрати серед цивільного населення були меншими, ніж у будь-якому іншому конфлікті, де широко застосовувалася сучасна військова авіація.

## Інциденти

### 5 квітня 1999 року: бомбардування Алексінацу

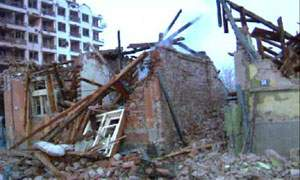
Руйнування в Алексінаці

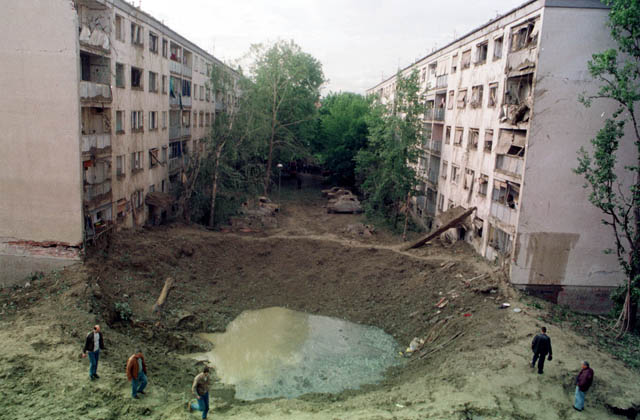
Руйнування в місті Нові Сад

У 13-ту ніч авіанальотів відбулась перша серйозна помилка з боку військових НАТО. Під час атаки на казарми в шахтарському місті Алексінац ракети потрапили в житловий район. Сербське телебачення повідомило про принаймні п'ять вбитих і ще як мінімум 30 поранених, коли три ракети впали за 600 м від первинної мети. Ракети вразили житлові будинки, центр швидкої допомоги і медичний профілакторій. Коментуючи інцидент, комодор авіації НАТО Девід Вілбі сказав:

| Цілком можливо, що один з наших снарядів не досягнув мети. Оригінальний текст (англ.) It is possible that one of our weapons fell short of the target. |

### 12 квітня 1999 року: Бомбардування потяга біля Ґрделіци
Внаслідок атаки НАТО на залізничний міст був уражений пасажирський потяг. Загинуло 14 осіб, 16 отримало поранення. Потяг, що йшов з Белграду в Салоніки, саме переїжджав міст біля міста Лесковац на півдні Сербії, коли випущена за кілька кілометрів ракета досягла своєї цілі.

### 14 квітня 1999: Бомбардування колони біженців
14 квітня вдень авіація НАТО кілька разів завдала бомбових ударів по колоні албанських біженців, що рухались 19-кілометровою дорогою між населеними пунктами Джяковіца та Дечані у західному Косово. Атака розпочалась о 13:29 та продовжувалась близько двох годин, спричинивши загибель людей у різних місцях на шляху руху колони (біля сіл Бістразін, Ґрадіс, Маданай та Мейя). За твердженнями правозахисників, 73 особи загинули, 36 отримали поранення.
НАТО та США спершу заявляли, що ціллю був виключно військовий конвой і що югославські війська можуть бути відповідальними за будь-яку атаку на мирне населення: «після удару по конвою, військові почали атакувати цивільних». Однак за два дні НАТО визнало, що це його літак помилково розбомбив цивільний транспорт. Журналісти з американських ЗМІ того ж дня прибули на місце події, проінтерв'ювали тих, хто вижив, й побачили розбиту сільськогосподарську техніку, тіла біженців, ями від бомб та шрапнель. НАТО висловило «глибокий жаль» з цього приводу. За даними агенції Тан'юг, серед загиблих було і троє сербських поліцейських.

### 23 квітня 1999: бомбардування сербського телецентру
Найбільший інцидент із загибеллю мирного населення у Белграді відбувся 23 квітня, коли був розбомблений телецентр РТС. Шістнадцять його працівників було вбито, шістнадцять — поранено. На той момент директором РТС був Драґолюб Млановіч, що належав до Соціалістичної партії Сербії Слободана Милошевича. Мілановіча було визнано винним та ув'язнено на 10 років за умисне приховування інформації про можливе бомбардування від своїх працівників, що мало прямий вплив на кількість загиблих.

### 27 квітня 1999: перше бомбардування Сурдуліци
Щонайменше 16 цивільних загинуло після потрапляння двох ракет НАТО в житловий масив у місті Сурдуліца.

### 7 травня 1999: Касетне бомбардування Ніша

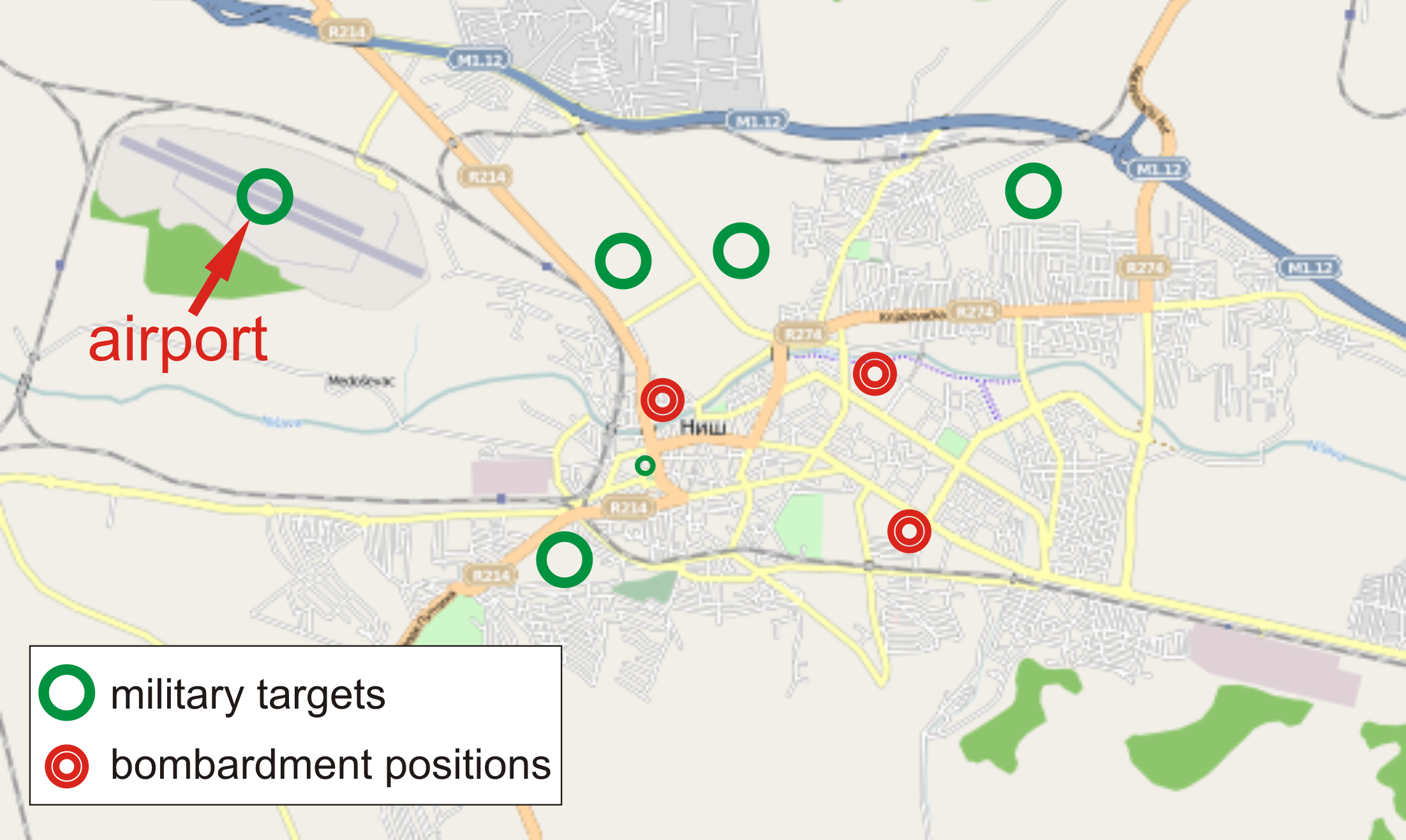
Карта бомбардування

Касетне бомбардування Ніша стало найсерйознішим інцидентом із загибеллю мирного населення внаслідок використання касетних бомб. Бомби були скинуті нідерландськими F-16. Подія відбулась між 11:30 та 11:40. Ціллю був аеропорт, розташований у місті. Однак бомби були підхоплені вітром та суттєво відхилилися від цілі, впавши поблизу центра міста. 15 осіб загинуло, 28 отримали поранення. — Після інциденту Військово-повітряні сили Нідерландів припинили використовувати касетні бомби, однак інші члени НАТО використовували їх і далі. На землях Сербії й досі залишається певна кількість касетних боєприпасів, що не здетонували, незважаючи на спроби уряду відшукати та ліквідувати їх.

### 7 травня 1999: бомбардування китайського посольства
Залп із американських GPS-керованих JDAM-бомб поцілив у посольство Китайської Народної Республіки. Загинули 3 китайські дипломати, 20 працівників посольства було поранено. Очільник ЦРУ Джордж Тенет пізніше під час слухань у Конгресі США повідомив, що ЦРУ організувало цей наліт. За його словами, це був єдиний виліт у кампанії, організований його відомством, і що це трапилось випадково. Китай так і не прийняв пояснення США щодо інциденту.

### 14 травня 1999: бомбардування Коріші
Внаслідок бомбардування албанських біженці поблизу Коріші (місто біля Прізрені) щонайменше 87 осіб було вбито, 60 — поранено. За окремими підрахунками, число жертв доходить до 100.
Після бомбардування сербська влада відправила тележурналістів на місце події. Опісля сербське телебачення показало сцени руйнування, обвуглені до невпізнання тіла та спалену техніку. Уряд Югославії запевняв, що авіація НАТО спеціально цілилась в цивільних. Албанці, що вижили, стверджували, що влада Югославії використала їх як живий щит.

### 19 травня 1999: удар по Белградській лікарні
Бомбардування НАТО призвело до загибелі як мінімум трьох пацієнтів у Белградській лікарні. Частина лікарні, розташованої біля казарм у районі Дедін'є, була цілком зруйнована. НАТО визнало, що ракета, яка мала поцілити в казарми, відхилилась від курсу.

### 30 травня 1999: бомбардування Варваріна
11 цивільних було вбито та 40 поранено, коли бомбардувальники НАТО здійснили наліт на міст у Варваріні. Речник НАТО Джеймі Ші зазначив, що НАТО бомбардувало «законно визначену військову ціль».

### 30 травня 1999: друге бомбардування Сурдуліци
Літаки НАТО поцілили в будинок для осіб похилого віку при місцевому санаторії. Щонайменше 11 осіб загинуло.

### 31 травня 1999: бомбардування міста Нові Пазар
Як мінімум 10 осіб загинуло та 20 отримали поранення після ракетної атаки НАТО в житловий будинок у місті Нові Пазар у північно-західній Сербії.

## Аналіз Human Rights Watch

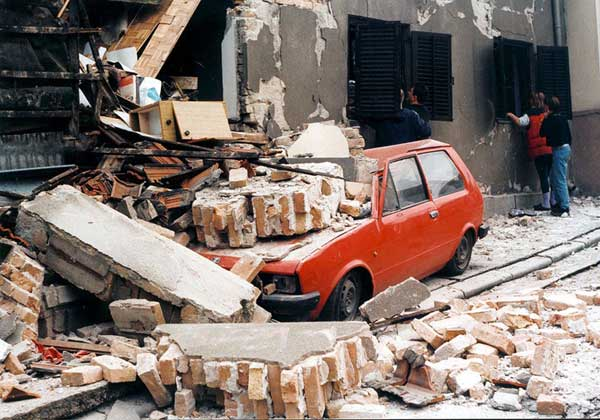
Вулиця в Белграді після бомбардування

Human Rights Watch задокументувала та оцінила наслідки операції «Союзна сила». За її даними, загалом відбулось 90 інцидентів, в яких гинуло мирне населення.

## Реакція НАТО на жертви серед цивільного населення
З початку операції «Союзна сила» НАТО зобов'язалося звести до мінімуму жертви серед цивільного населення. Врахування жертв серед цивільного населення було включене в процеси планування та цілепокладання операції. Генерал Шелтон 14 квітня повідомив:

| [Цілі] розглядалися з точки зору їх військової значимості відносно до побічних збитків або небажаних наслідків, які можуть виникнути. Коли вжиті всі заходи… тоді побічні втрати відсутні. Оригінальний текст (англ.) [Targets were] looked at in terms of their military significance in relation to the collateral damage or the unintended consequence that might be there. Then every precaution is made…so that collateral damage is avoided. |
За словами генерал-лейтенанта Майкла Шорта:

| побічні втрати надзвичайно злили нас. Генерал Кларк проводив цілі години свого часу, спілкуючись із союзниками щодо питань побічних втрат. Оригінальний текст (англ.) collateral damage drove us to an extraordinary degree. General Clark committed hours of his day dealing with the allies on issues of collateral damage. |
Речник НАТО Джеймі Ш у відповідь на закиди відповів:

| Аби перемогти зло, доводиться платити. На жаль, безкоштовним це не буває. Але ціна невдачі в подоланні великого зла завжди більша. Оригінальний текст (англ.) There is always a cost to defeat an evil. It never comes free, unfortunately. But the cost of failure to defeat a great evil is far higher. |
Він наполягав на тому, що літаки НАТО бомбардували тільки «законно визначені військові цілі» і якщо більше цивільного населення загинуло, то це тому, що НАТО було примушене до військових дій.